# Віка Пота

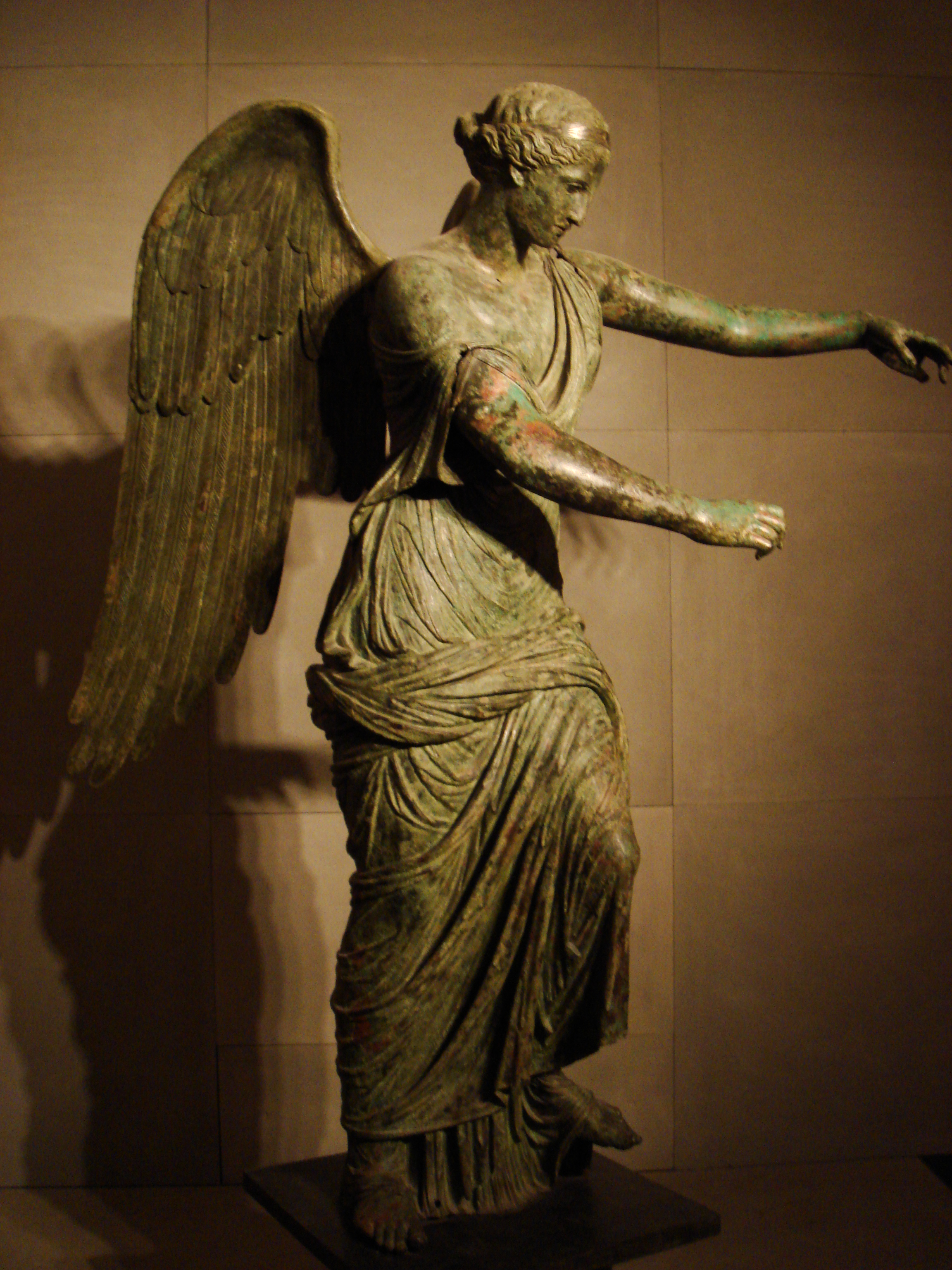
Крилата Перемога з Брешії, I ст. до н. е.: раніше богиня Віка Пота ототожнювалася з уособленням Перемоги.

Віка Пота (лат. Vica Pota, досл. «могутня переможниця») — богиня давньоримської релігії, святилище якої (aedes) розташовувалося біля підніжжя пагорба Велія, на місці будинку Публія Валерія Публіколи. Це місце знаходилося з боку Форуму ймовірно недалеко від Регії — резиденції верховного жрецтва.
Цицерон пояснював ім'я богині як таке, що походить від слів vincendi atque potiundi — «перемагати і здобувати владу». Таким чином, Віка Пота пов'язувалася з концепціями сили, перемоги та панування.
У сатиричному творі Сенеки Апоколокінтоз Віка Пота згадується як мати Дієспітера. Хоча зазвичай цей бог ототожнюється з Юпітером, у цьому тексті він постає як окреме божество. Дослідник Артур Бернард Кук вважав, що в даному контексті Дієспітер, можливо, є хтонічною формою Діспатера — бога підземного царства.
Свято на честь Віки Поти відзначалося 5 січня.
Давньоримський письменник Асконій ототожнював Віку Поту з богинею Вікторією, однак, дослідники вважають, що Віка Пота — це давніша форма богині перемоги в римській або італьській традиції, яка існувала до появи грецького впливу й ототожнення з богинею Нікою. Таким чином, Віка Пота, ймовірно, не була персоніфікацією перемоги, як Вікторія, а мала більш архаїчний і, можливо, магічний або обрядовий характер.
У непідтвердженій, менш поширеній версії дослідник Людвіг Преллер припускав, що Віку Поту можна ототожнити з етруською божественною постаттю Ласа Веку (Lasa Vecu), хоча ця гіпотеза не отримала широкого визнання.